# PERCo
PERCo (ПЭРКо, Петербургская электрорадиотехническая компания) — российский производитель систем и оборудования безопасности. Специализируется на производстве турникетов, контроллеров, считывателей, замков, систем контроля доступа и учёта рабочего времени. Штаб-квартира компании находится в Санкт-Петербурге.

## История
Компания была создана в 1988 году в Ленинграде. В 1991 году был выпущен первый турникет-трипод.
В 2007 году PERCo разработала первую в России Единую систему безопасности и эффективного управления предприятием на ethernet-технологиях.
В 2010 году в Пскове была открыта новая основная производственная площадка компании.
В 2013 году изучение системы безопасности PERCo S-20 было включено в учебную программу 10 высших учебных заведений России и СНГ.
В 2013 году в Санкт-Петербурге началось строительство нового комплекса компании, в котором разместился центр разработки.
В 2014 году PERCo произвела первый на российском рынке электромеханический замок с питанием через засов.
Офисы компании располагаются в Санкт-Петербурге и Дубае (ОАЭ).
Продукция компании широко применяется в России и за рубежом.
В 2019 году PERCo вошла в тройку лидеров российских производителей СКУД по версии издания «Системы безопасности» и в число ведущих мировых производителей турникетов по версии Pro Market Research.
В 2024 году компания выпустила новую версию системы PERCo-Web с функциями для управления системами контроля доступа. По итогам 2024 года PERCo заняла первое место в рейтинге брендов по объёму государственных закупок в сегменте систем контроля доступа и охраны периметра.